# Xavier Jouven
 (mars 2023).
Il peut être nécessaire de l'améliorer pour respecter le principe de neutralité de point de vue. 

Xavier Jouven est un cardiologue et épidémiologiste français. Il est connu pour l’application des statistiques dans le domaine de l’arrêt cardiaque et pour sa contribution dans l'identification de facteurs de risque de mort subite. Ses recherches ont eu plusieurs applications en santé publique notamment l’installation de défibrillateurs dans les lieux publics et la généralisation de l’enseignement aux gestes qui sauvent. Son équipe de recherche a développé des outils de prédiction des rejets de greffe d’organe. En Afrique, il a contribué à la création du réseau de recherche African Research Network. Pour ses travaux sur l’épidémiologie, il a reçu le grand prix Lamonica de l’Académie des Sciences en 2013 et en 2016 le prix recherche de l’Inserm ainsi que le Prix Yvette Rouanet de la Fondation pour la Recherche Médicale.

## Biographie

### Jeunesse & formation
Né le 12 avril 1965 à Paris, Xavier Jouven est le fils de Claude Jouven, psychologue à la prison de Fresnes, et de Claude Jouven, cadre supérieur et conseiller d'État. Il est le petit-fils de Pierre Jouven, industriel français.
Après avoir effectué sa scolarité au lycée international de Sèvres (Hauts-de-Seine), il entreprend des études de médecine à l’Université Paris-Descartes puis à l’hôpital Cochin à Paris. En parallèle, il obtient un certificat de psychologie.
En 1985, il rejoint l’équipe de statistiques médicales de Villejuif de Pierre Ducimetière et décroche une maîtrise puis un DEA de statistiques médicales. Il obtient son diplôme d’études spécialisées en cardiologie en 2003 puis l’habilitation à diriger des recherches en 2004.
Xavier Jouven a soutenu une thèse de Médecine en 1995 et une thèse de Sciences d’Épidémiologie et Statistique en 2000.
En 2006, il est nommé Professeur en épidémiologie et statistique.

### Carrière
Cardiologue à l’Assistance Publique des Hôpitaux de Paris, il crée un groupe de recherche à l’Inserm en 2002 et rejoint le Centre de Recherche cardiovasculaire de Paris en 2010 avec une équipe consacrée à l'épidémiologie intégrative.
Il dirige depuis 2015 le département médical et universitaire de cardiologie et de chirurgie cardiovasculaire, néphrologie et transplantation réparti sur les Hôpitaux Européen Georges Pompidou, Necker et Cochin.
Il est également professeur d’université en épidémiologie.

## Travaux

### Domaines d'expertise
Mort Subite
Le Pr Jouven est l’un des spécialistes internationaux de la mort subite, du sportif notamment. Il est le premier à découvrir un facteur de risque spécifique de mort subite de l’adulte.
Il lance alors un programme d’enseignement du massage cardiaque et contribue à la mise en place de défibrillateurs externes dans les lieux publics, à l’instar des stades.
Il fonde par ailleurs en 2011 le premier centre mondial d’expertise de la mort subite (CEMS), qui intègre des informations de plus de 40 000 morts subites. Ces informations comprennent les données issues des services de la brigade des pompiers de Paris, du SAMU, des services de réanimations et de cardiologie, mais également les données cliniques de survivants d’arrêts cardiaques et celles relatives de l’assurance maladie.
Les travaux du Pr Jouven et de son équipe ont contribué à l’écriture de la loi du bon samaritain. Ils sont également à l’origine de la loi votée à l’unanimité par l’Assemblée Nationale en février 2019 pour l’amélioration de la prise en charge des morts subites.
Rhumatisme articulaire aigu, drépanocytose, hypertension artérielle
Au cours de ses missions en Afrique, le Pr Jouven découvre que plusieurs maladies y sont répandues mais très peu étudiées, à l’instar du rhumatisme articulaire aigu, qui détruit progressivement les valves cardiaques des enfants, la drépanocytose, les accidents vasculaires cérébraux ou les hypertensions artérielles très sévères.
Il réalise alors plusieurs études sur la manière d'améliorer le traitement et le diagnostic du rhumatisme articulaire aigu (RAA) dans les pays africains. Ses travaux permettent de démontrer que la prévalence du RAA est 10 fois plus importantes que les estimations de l’OMS,, ce qui amène l’OMS à revoir sa classification en faisant passer le RAA de maladie en voie de disparition à maladie prioritaire en 2017.
Le Pr Jouven lance également la première étude africaine multicentrique des complications cardiovasculaires de la drépanocytose (cérébrale, pulmonaire, rénale, cardiaque…). Jusqu’alors, ces pathologies étaient principalement étudiées aux Etats-Unis et en Europe alors que les deux tiers des patients drépanocytaires sont situés en Afrique. Cette étude aboutit à la création du plus important registre mondial de patients drépanocytaires : le registre CADRE Cœur Artère et drépanocytose.

### Approche de la recherche en médecine
L’approche scientifique innovante du Pr Jouven et de ses équipes se caractérise par une inversion du sens de la recherche scientifique au profit de l’outil statistique et le recours systématique aux méthodes de machine learning et d’Intelligence artificielle.
L'inversion du sens de la recherche : de l'approche transversale en population à la médecine de précision
Fort de sa double formation de cardiologue et de statisticien, le Pr Jouven développe une approche intégrative de l’épidémiologie qui combine recherches cliniques et statistiques.
Avant, l’outil statistique n’était employé que pour répondre à des questions cliniques préalablement définies sur la base des connaissances des mécanismes biologiques existants.
Dans les travaux du Pr Jouven, c’est l’épidémiologie qui est au coeur du cheminement scientifique. L’analyse populationnelle constitue le point de départ de la recherche auquel viennent s’agréger les spécialités médicales.
Pour ce faire, il constitue une équipe de chercheurs et de médecins issues de différentes spécialités (cardiologues, néphrologues, immunologistes, anatomopathologistes, généticiens, réanimateurs urgentistes, etc.).
L’approche intégrative du Pr Jouven et de son équipe prend ainsi le contre-pied des méthodes traditionnelles de recherche en médecine.
Cette inversion de paradigme permet la découverte de nouveaux mécanismes biologiques, ouvrant ainsi la voie à une médecine de précision et des directions thérapeutiques.
Machine Learning et intelligence artificielle
Depuis 2011, le Pr Jouven et son équipe utilisent des techniques d’apprentissage non supervisé (ou machine learning), permettant des progrès significatifs dans plusieurs domaines d’application.
Rejet d’organe. Le Pr Jouven cofonde en 2018 le Paris Transplant Group avec une équipe de recherche dédiée afin d’améliorer la prise en charge des greffes rénales et anticiper leur rejet. Il cofonde également la startup Cibiltech, qui conçoit l’Integrative Box ou iBox, un outil prédictif de rejet d’organe permettant de prédire le devenir du greffon rénal à court, moyen et long terme. Grâce aux résultats obtenus, le Paris Transplant Group devient leader mondial dans le domaine de la recherche clinique en transplantation d’organes.
Propagation des virus. Pendant la crise sanitaire 2020 de la Covid-19, le Pr Jouven et son équipe Inserm s’associent avec des ingénieurs de OUI SNCF, d’ORANGE et ALLO MEDIA pour créer ALLO Covid. Cette application, qui combine intelligence artificielle et technologie de reconnaissance vocale, permet de conseiller à distance les malades atteints de symptômes. Les informations recueillies sont traitées de façon automatisée pour permettre le recensement et la localisation en temps réel des foyers de contamination et de leur évolution afin d’anticiper d’éventuels foyers de résurgence lors du déconfinement.

### Engagement africain
Il fonde en 1996 l’ONG STIMdéveloppement pour développer le partage des savoirs et former les équipes médicales dans les pays du Sud, notamment africains.
Il crée par ailleurs l’African Research Network (ARN). Fort de 18 pays subsahariens, celui-ci a pour mission d’accompagner les médecins africains dans la prise en charge de sujets de recherche propres au continent.
Les travaux du réseau ARN visent également à défaire certains préjugés relatifs à la gestion des crises sanitaires par les gouvernements africains, à l’instar de l’épidémie de la COVID19, les études de l’ARN mettant en lumière que les pays africains résistent bien à la pandémie, contrairement à l’idée communément reçue.

### Engagement associatif
Xavier Jouven est vice-président de l’association Global Heart Watch, créée en 2013 afin de lutter contre la mort subite par la sensibilisation et la formation de la population aux gestes qui sauvent.
En 2018, il prend la présidence de la Fondation Cœur et Artères, organisme reconnu d’utilité publique.

## Distinctions
En 2008, le Pr Jouven est nommé président du jury physiopathologie des maladies humaines de l’Agence nationale de la recherche.
Il devient membre du conseil scientifique de l’Inserm en 2011.
En 2013, il se voit attribuer le Grand Prix Lamonica de l’Académie des Sciences.
Il reçoit 2016 le prix recherche de l’Inserm ainsi que le Prix Yvette Rouanet de la Fondation pour la Recherche Médicale pour ses travaux sur l’épidémiologie intégrative.